# Флор-ду-Сертан
Флор-ду-Сертан (порт. Flor do Sertão)  —  муниципалитет в Бразилии, входит в штат Санта-Катарина. Составная часть мезорегиона Запад штата Санта-Катарина. Входит в экономико-статистический  микрорегион Шапеко. Население составляет 1625 человек на 2006 год. Занимает площадь 58,708 км². Плотность населения — 27,7 чел./км².

## История
Город основан 29 сентября 1995 года.

## Статистика
- Валовой внутренний продукт на 2003 составляет 12.526.936,00 реалов (данные: Бразильский институт географии и статистики).
- Валовой внутренний продукт на душу населения на 2003 составляет 7.737,45 реалов (данные: Бразильский институт географии и статистики).
- Индекс развития человеческого потенциала на 2000 составляет 0,724 (данные: Программа развития ООН).